# Ярыш-Мардинское сельское поселение
Ярыш-Мардинское се́льское поселе́ние — муниципальное образование в Шатойском районе Чечни Российской Федерации.
Административный центр — село Ярыш-Марды.

## История
Статус и границы сельского поселения установлены Законом Чеченской Республики от 20 февраля 2009 года № 12-РЗ «Об образовании муниципального образования Грозненский район и муниципальных образований, входящих в его состав, установлении их границ и наделении их соответствующим статусом муниципального района и сельского поселения».
1 января 2020 года сельское поселение передаётся из состава Грозненского района в Шатойский район.

## Население
| 2010 | 2012 | 2013 | 2014 | 2015 | 2016 | 2017 |
| ---- | ---- | ---- | ---- | ---- | ---- | ---- |
| 49   | ↗54  | ↗64  | ↘60  | ↗61  | ↗64  | →64  |
| 2018 | 2019 | 2020 | 2021 | 2023 | 2024 |      |
| ↘60  | →60  | ↗66  | ↗273 | ↗276 | ↗279 |      |

## Состав сельского поселения
| № | Населённый пункт | Тип населённого пункта       | Население |
| - | ---------------- | ---------------------------- | --------- |
| 1 | Ярыш-Марды       | село, административный центр | ↗279      |